# Червлёный Яр
Червлёный Яр — историческая область, определяемая в историографии как междуречье Дона и Хопра, а в более узком смысле — часть Новохопёрского района вдоль реки Хопёр, от впадения в него реки Вороны до впадения реки Савалы. Данный топоним известен с XI века.

## История

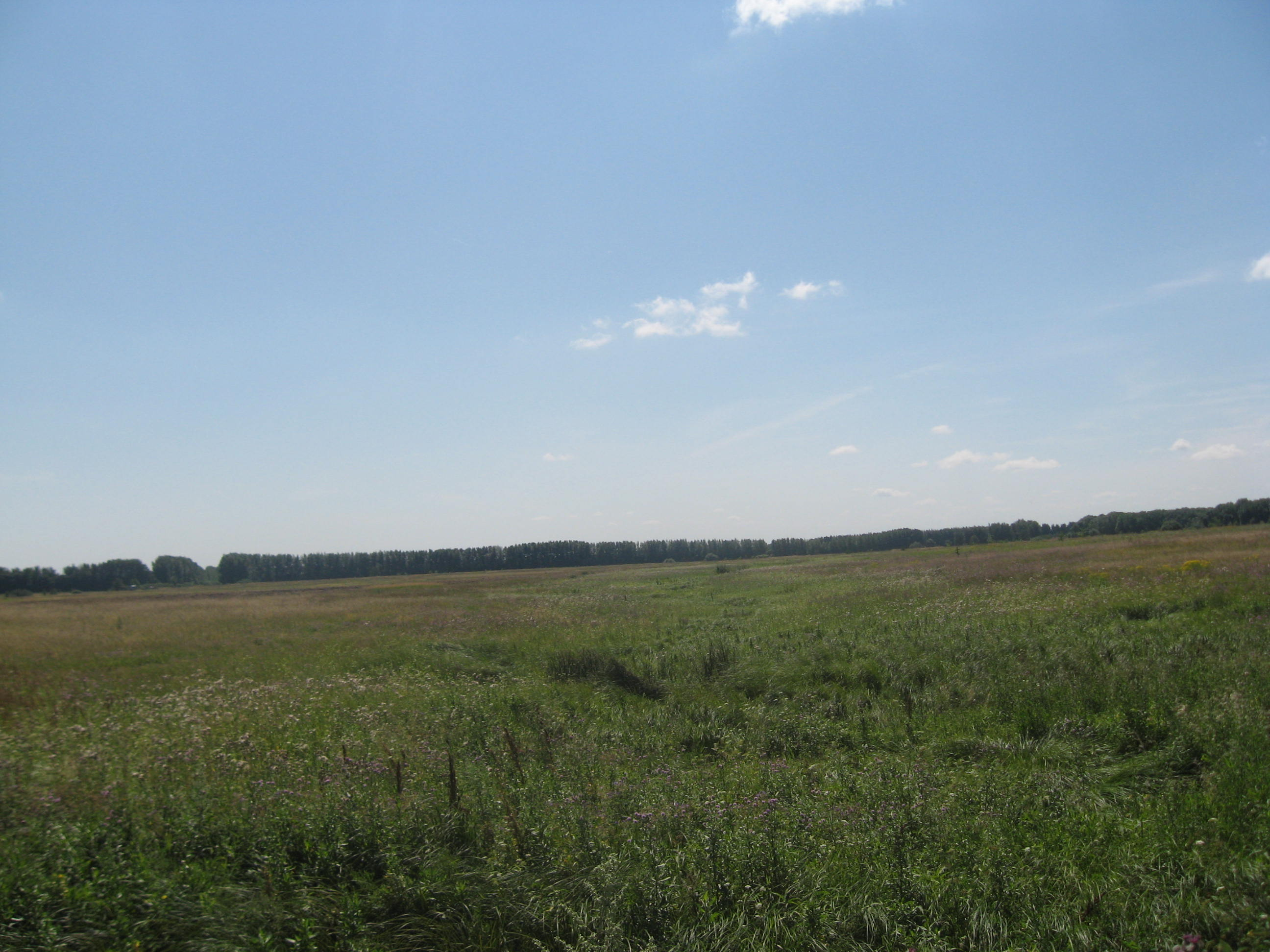
Луга Червлёного Яра у села Моховое Аннинского района

В середине XIII века Червлёный Яр оказался под властью монголо-татар в составе Джучиева улуса (Золотой Орды). Червлёный Яр являлся составной частью ордынских земель, имел особый статус в системе Русской православной церкви. В московских актах упоминаются христиане Сарской и Подонской епархии в пределах Червлёного Яра «по Великую Ворону возле Хопор, до Дону по караулам» — «народ христианский воинска чина живущий, зовомии Козаци». В середине XIV века возник спор между Сарайским и Рязанским епископами о том, кому в церковно-административном отношении подчинены христиане Червлёного Яра. По этому поводу митрополит Феогност послал в 1353 году на Червлёный Яр грамоту, которая начиналась словами:
Благословение Феогноста митрополита Всея Руси к детем моим к баскаком, к сотником и к попом и ко всем христианом Червлёного Яра и ко всем городом на Великую Ворону...
Исходя из археологических данных, можно предположить, что в XIII—XIV века территорию Червлёного Яра, кроме казаков, населяли и русские, и татары, и остатки половцев и алан. На территории междуречья Дона и Хопра наличествуют памятники с мусульманским погребальным обрядом. Ордынская администрация (в лице баскаков), по данным вышецитированной грамоты Феогноста, была представлена православными людьми. Не исключено, конечно, что высшие административные должности (темники и тысячники) занимали татары и половцы… С другой стороны, есть основания предполагать, что Червлёный Яр являлся казачьим государством (несуверенным на тот момент), так как в нём присутствовала система станиц и караулов, а также было собственное название, система управления и военная организация. Но после нашествия Тамерлана в конце XIV в., Червлёный Яр на долгое время сделался частью Дикого поля.
В середине XVII века по реке Хопёр прошла граница между Войском Донским и Русским государством. По берегам реки располагались поселения хопёрских казаков: Пристанский, Беляевский и Григорьевский городки. Пристанский городок был крупным торговым пунктом на Ордобазарной дороге, которая связывала Москву и Астрахань.

Неизвестна точная дата присоединения Червлёного Яра (Хопёрского казачьего войска) к Донскому казачьему войску. В начале XVII века прославился хопёрский атаман Григорий Чёрный, бывший одно время союзником Ивана Заруцкого. 
В 1614 году... два низовых донских казака-гонца, ехавших с письмом в Москву по Ордобазарской дороге, почему-то предпочли переправляться через Хопёр не в обычном месте против урочища Червлёный Яр, а выше, близ устья Карачана. Несмотря на эту предосторожность, они всё же подверглись нападению, от которого, впрочем, сумели отбиться.
 — пишет историк А. А. Шенников.
в 1635 году к реке Вороне «пришли татаровя, человек 300 и больши, и долго стояли и бою не приняли и ушли в степь. А догоняли их тамбовские атаманы и племянники атаманские и казаки и иные воинские люди». По всему вероятию, тамбовские атаманы и казаки представляли собой диаспору казаков-хопёрцев…
Червлёноярцы по сути являлись очень свободолюбивыми, и бывало, что не подчинялись указам Москвы, поэтому бунты были нередки. Активно участвовали жители Пристанского городка в освободительных восстаниях Степана Разина (1670—1671 гг.), а затем — Кондратия Булавина (1707—1708 гг.). Разгромив повстанцев, Пётр I приказал уничтожить Пристанский городок и навсегда изъял из употребления название «Червлёный яр»; практически все Червлёно-Ярские земли перешли к Москве, будучи включены в состав Воронежской губернии. Часть местных казаков потеряла статус служивых и была обращена в однодворческое сословие…
Прежнее население Червлёного Яра стало разбавляться пришлыми ремесленниками, бортниками, на Хопре началось строительство кораблей для царской верфи, самих же казаков с семьями стали с 1777 года переселять на Кавказскую линию (позднее там образовался известный Хопёрский полк).

## География
Сохранилось три грамоты XIV века, говорящие о хорошо известном на тот момент Червлёном Яре. На основании летописных известий и отрывка «из сказки Козловского попа», можно определить область Червленого Яра следующим образом — Червлёным Яром в тесном смысле назывались: во-первых, река, впадающая в Дон между Тихою Сосною и Битюгом; во-вторых часть Хопёрского берега при устье Савалы, которая впадает в Хопёр с правой стороны, пониже реки Вороны. Потом это название распространилось на земли лежащие между тем и другим Червленым Яром; а в XIV веке под ним разумелось всё степное пространство, заключённое между реками Воронежем, Доном, Хопром и Великой Вороной.
Таким образом, изначально Червленый Яр — это часть Новохопёрского района вдоль реки Хопёр от впадения в него Вороны до впадения Савалы.
В современную территорию Червлёного Яра входит большая часть Воронежской области, части Липецкой и Тамбовской областей. Местность Червлёного Яра равнинная, местами есть возвышенности, например, Калачская возвышенность.

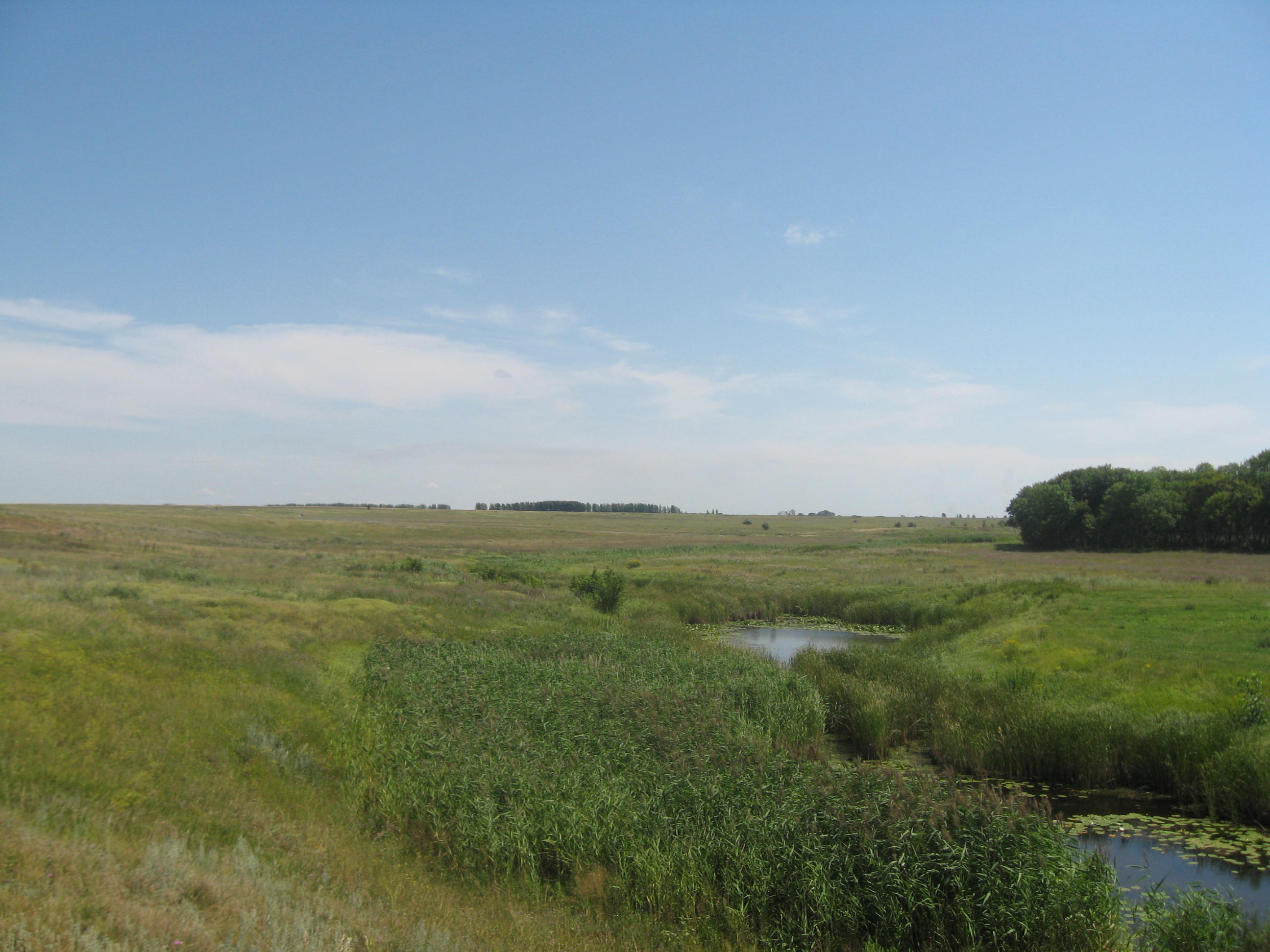
Река Тишанка в Червлёном Яре

Основные реки Червлёного Яра:
- Дон;
- Хопёр;
- Битюг;
- Ворона;
- Карачан;
- Савала;
- Елань;
- Курлак;
- Токай;
- Икорец;
- Хворостань;
- Потудань;
- Усмань;
- Хава;
- Тойда;
- Тишанка;
- Богучарка;
- Чигла[4].